# Melangyna arsenjevi
Melangyna arsenjevi är en tvåvingeart som beskrevs av Mutin 1986. Melangyna arsenjevi ingår i släktet flickblomflugor, och familjen blomflugor. Inga underarter finns listade i Catalogue of Life.